# Dealu Viilor, Gorj
Dealu Viilor este un sat în comuna Cătunele din județul Gorj, Oltenia, România.
 Acest articol despre o localitate din județul Gorj este deocamdată un ciot. Puteți ajuta Wikipedia prin completarea lui.